# Engienoj
Engienoj (ros. Энгеной) – wieś w Rosji, w Czeczenii, w rejonie nożaj-jurtowskim. W 2010 liczyła 1137 mieszkańców.